# Šeptyckyj
Šeptyckyj (ukrajinsky Шептицький), do roku 1953 Krystynopol (ukrajinsky Кристинопіль), do roku 2024 Červonograd, je průmyslové město na západní Ukrajině. Leží na ústí říčky Solokija do Bugu, asi 15 km od hranice s Polskem. Se svými 64 000 obyvatel je třetím největším městem Lvovské oblasti. Městská rada je podřízena oblasti a město není součástí okolního Sokalského rajónu. Červonohrad je stanicí na železniční trati Lvov – Volodymyr – Kovel. Ve městě se dochovalo několik kostelů a polských šlechtických sídel.
Do 15. února 1951 byl Šeptyckyj (Krystynopol) součástí Polska. Poté byl však i s okolím v rámci úpravy hranic Polska se Sovětským svazem vyměněn za horské území v Bieszczadech. SSSR tak získal rozsáhlé zásoby uhlí a Červonohrad se stal centrem dodnes vytěžované a rozšiřované Lvovsko-volyňské uhelné pánve.